# العلاقات البوتسوانية الهندوراسية
العلاقات البوتسوانية الهندوراسية هي العلاقات الثنائية التي تجمع بين بوتسوانا وهندوراس.

## مقارنة بين البلدين
هذه مقارنة عامة ومرجعية للدولتين:
| وجه المقارنة                                              | بوتسوانا                       | هندوراس          |
| --------------------------------------------------------- | ------------------------------ | ---------------- |
| المساحة (كم2)                                             | 581.74 ألف                     | 112.49 ألف       |
| عدد السكان (نسمة)                                         | 2.29 مليون                     | 9.27 مليون       |
| الكثافة السكانية (ن./كم²)                                 | 3.94                           | 82.41            |
| العاصمة                                                   | غابورون                        | تيغوسيغالبا      |
| اللغة الرسمية                                             | لغة إنجليزية                   | اللغة الإسبانية  |
| العملة                                                    | بولا بوتسواني                  | لمبيرة هندوراسية |
| الناتج المحلي الإجمالي (بليون دولار)                      | 17.41 مليار                    | 22.98 مليار      |
| الناتج المحلي الإجمالي (تعادل القوة الشرائية) بليون دولار | 35.84 مليار                    | 41.14 مليار      |
| الناتج المحلي الإجمالي الاسمي للفرد دولار أمريكي          | 6.36 ألف                       | 2.53 ألف         |
| الناتج المحلي الإجمالي للفرد دولار أمريكي                 | 16.10 ألف                      | 4.91 ألف         |
| مؤشر التنمية البشرية                                      | 0.698                          | 0.606            |
| رمز المكالمات الدولي                                      | +267                           | +504             |
| رمز الإنترنت                                              | .bw                            | .hn              |
| المنطقة الزمنية                                           | ت ع م+02:00، توقيت وسط إفريقيا | 00               |

## منظمات دولية مشتركة
يشترك البلدان في عضوية مجموعة من المنظمات الدولية، منها:
| علم المنظمة | اسم المنظمة                               | تاريخ انضمام بوتسوانا | تاريخ انضمام هندوراس |
| ----------- | ----------------------------------------- | --------------------- | -------------------- |
|             | مؤسسة التنمية الدولية                     | 24 يوليو 1968         | 23 ديسمبر 1960       |
|             | يونسكو                                    | 16 يناير 1980         | 16 ديسمبر 1947       |
|             | وكالة ضمان الاستثمار متعدد الأطراف        | 15 مايو 1990          | 30 يونيو 1992        |
|             | الأمم المتحدة                             | 17 أكتوبر 1966        | 17 ديسمبر 1945       |
|             | الاتحاد البريدي العالمي                   | ?                     | ?                    |
|             | البنك الدولي للإنشاء والتعمير             | 24 يوليو 1968         | 27 ديسمبر 1945       |
|             | الاتحاد الدولي للاتصالات                  | 2 أبريل 1968          | 27 أكتوبر 1925       |
|             | منظمة حظر الأسلحة الكيميائية              | ?                     | ?                    |
|             | مؤسسة التمويل الدولية                     | 23 مارس 1979          | 20 يوليو 1956        |
|             | المركز الدولي لتسوية المنازعات الاستشارية | 14 فبراير 1970        | 16 مارس 1989         |
|             | منظمة التجارة العالمية                    | ?                     | ?                    |
|             | منظمة الشرطة الجنائية الدولية             | ?                     | ?                    |

## وصلات خارجية
- موقع وزارة الخارجية البوتسوانية
- موقع وزارة الخارجية الهندوراسية